# 1982 en Suisse
Chronologie de la Suisse
- 1978
- 1979
- 1980
- 1981
- 1982
- 1983
- 1984
- 1985
- 1986

## Gouvernement au1erjanvier 1982
- Conseil fédéral[1]:
  - Fritz Honegger PRD, président de la Confédération
  - Pierre Aubert PSS, vice-président de la Confédération
  - Georges-André Chevallaz PRD
  - Hans Hürlimann PDC
  - Willi Ritschard PSS
  - Leon Schlumpf UDC
  - Kurt Furgler PDC

## Évènements

### Janvier
Vendredi 1er janvier 
- Le téléjournal de la Télévision suisse romande est diffusé pour la première fois depuis le studio de Genève[2]. Il était jusqu’ici produit à Zurich.

 Mercredi 13 janvier 
- Charge explosive contre la fabrique d’allumette Diamond à Nyon, revendiquée par une mystérieuse organisation arménienne Suisse XV.

 Lundi 18 janvier 
- La fabricant de montres Bulova annonce le licenciement, dans les douze prochains mois, de 400 personnes à Bienne.

### Février
Lundi 1er février 
- Une explosion à la fabrique d’explosifs Cheddite SA, à Isleten dans le canton d’Uri, entraîne la mort de deux ouvriers.
- Sept malfrats prennent d’assaut le fourgon postal du train direct Gênes-Zurich, qui vient de quitter Lugano, et s’emparent de 1,6 million de francs.

 Mercredi 24 février 
- Début des émissions de Couleur 3, la troisième chaîne de la Radio suisse romande.

 Samedi 27 février 
- Pour la neuvième fois de son histoire, le HC Arosa devient champion de Suisse de hockey-sur-glace.

### Mars
Dimanche 7 mars 
- Élections cantonales dans le Canton de Vaud . Jean-Pascal Delamuraz (PRD), Marcel Blanc (UDC), Claude Perey (PRD), Jean-François Leuba (PLS) et Raymond Junod (PRD) sont élus au Conseil d’État lors du 1er tour de scrutin.
- Élections cantonales à Glaris. Fritz Weber (PRD), Kasper Rhyner (PRD), Hans Meier (PDC), Fritz Hösli (UDC), Mathias Elmer (UDC), Martin Brunner (PSS) et Emil Fischli (PDC) sont élus au Conseil d’État lors du 1er tour de scrutin.

 Mercredi 10 mars 
- Élections cantonales dans le Canton de Vaud . Pierre Duvoisin (PSS) et Daniel Schmutz (PSS) élus tacitement au Conseil d'État.

 Mardi 23 mars 
- Démolition du Centre autonome de Zurich qui avait cessé de fonctionner en juillet 1980.

 Mercredi 24 mars 
- Arrivée en Suisse des premiers réfugiés polonais en provenance de camps autrichiens.

 Vendredi 26 mars 
- Décès du chansonnier Jean Villard, dit Gilles

### Avril
Dimanche 4 avril 
- Élections cantonales aux Grisons. Donat Cadruvi (PDC), Bernardo Lardi (PDC) et Reto Mengiardi (PRD) sont élus au Conseil d’État lors du 1er tour de scrutin.

 Vendredi 23 avril 
- Une grue de chantier s'abat sur un trolleybus à Lausanne, faisant sept morts et trente blessés.

 Dimanche 25 avril 
- Élections cantonales à Berne. Ernst Blaser (UDC), Werner Martignoni (UDC), Bernhard Müller (UDC), Kurt Meyer (PSS), Gotthelf Bürki (PSS), Henri-Louis Favre (PRD), Henri Sommer (PSS), Peter Schmid (UDC) et Hans Krähenbühl (PRD) sont élus au Conseil d’État lors du 1er tour de scrutin.
- Élections cantonales aux Grisons. Christoffel Brändli (UDC) et Otto Largiadèr (UDC) sont élus au Conseil d’État lors du 2e tour de scrutin.
- Élection complémentaire à Bâle-Ville. Werner Spitteler (UDC) est élu au Conseil d’État.
- Élection complémentaire à Appenzell Rhodes-Extérieures. Hans Mettler (PRD) est élu au Conseil d’État par la Landsgemeinde.

### Mai
Samedi 8 mai 
- Inauguration du Technorama à Winterthour.

 Dimanche 9 mai 
- Incendie à l’hôtel Touring de Frauenfeld. Trois clients perdent la vie dans les flammes.

 Dimanche 23 mai 
- Les CFF introduisent l’horaire cadencé offrant un train par heure dans chaque direction sur tous les axes ferroviaires.

 Lundi 24 mai 
- Décès de Charles Apothéloz, comédien et metteur en scène.

### Juin
Mercredi 2 juin 
- Visite officielle de François Mitterrand, président de la République française.

 Samedi 5 juin 
- Décès de l’ancien conseiller fédéral Roger Bonvin.

 Dimanche 6 juin 
- Votations fédérales. Le peuple rejette, par 690 268 non (50,4 %) contre 680 404 oui (49,6 %), la loi sur les étrangers.
- Votations fédérales. Le peuple approuve, par 880 879 oui (63,7 %) contre 501 791 non (36,3 %), la modification du Code pénal suisse.

 Mercredi 9 juin 
- Le FC Grasshopper s’adjuge, pour la dix-huitième fois de son histoire, le titre de champion de Suisse de football.

 Samedi 12 juin 
- Vernissage de l’exposition Goya dans les collections suisses à la Fondation Pierre Gianadda à Martigny.

 Mardi 15 juin 
- Visite de Jean-Paul II aux organisations internationales de Genève.

 Vendredi 25 juin 
- Ouverture du tunnel ferroviaire de la Furka.
- L’Italien Giuseppe Saronni remporte le Tour de Suisse cycliste.

 Lundi 28 juin 
- Décès du zoologiste Adolf Portmann

### Juillet
Vendredi 2 juillet 
- Le départ du Tour de France 1982 est donné à Bâle.

 Dimanche 18 juillet 
- L'express Dortmund-Rimini entre en collision avec un train de marchandises à Othmarsingen. Le choc cause la mort de 6 personnes.

### Août
Mardi 3 août 
- Décès à Fribourg, à l’âge de 85 ans, de l’ingénieur Henri Gicot, constructeur de barrages.

 Mercredi 11 août 
- Le Conseil communal de Vellerat décide de se séparer du canton de Berne et de devenir une commune libre.

 Lundi 16 août 
- Visite officielle de Karl Carstens, président de la République fédérale d’Allemagne.

 Jeudi 19 août 
- Deuxième groupe horloger suisse, la SSIH annonce la suppression de 400 emplois, principalement à Bienne.

 Lundi 23 août 
- Un avion militaire de type Hunter s’écrase sur une famille qui travaillait aux champs entre Riddes et Écône. Deux enfants sont tués.

 Mardi 24 août 
- Premier groupe horloger suisse, l’ASUAG va supprimer prochainement 420 emplois en procédant à 170 licenciements et à 250 mises à la retraite anticipée.

 Mercredi 25 août 
- Les conseillers fédéraux Fritz Honegger (PRD) et Hans Hürlimann (PDC) annoncent leur démission pour la fin de l’année.
- Débuts, au Chalet-à-Gobet (VD) des Championnats du monde de dressage.

### Septembre
Lundi 6 septembre 
- Quatre ressortissants polonais pénètrent dans l'ambassade de Pologne à Berne pour réclamer la levée de la loi martiale dans leur pays.

 Mardi 7 septembre 
- Inauguration du Centre hospitalier universitaire vaudois (CHUV), à Lausanne.

 Samedi 11 septembre 
- Ouverture du 63e Comptoir suisse à Lausanne. Le canton du Tessin en est l’hôte d’honneur.

 Dimanche 12 septembre 
- Une barrière d'un passage à niveau étant restée levée, un train régional percute un autocar à Pfäffikon. 39 personnes perdent la vie dans l’accident. Deux passagers survivent à la catastrophe.
- Fondation du Groupe pour une Suisse sans armée.

 Lundi 13 septembre 
- Arrestation de Licio Gelli dans une banque genevoise. L’entrepreneur italien est impliqué dans plusieurs scandales qui ont ébranlé le gouvernement de son pays.

 Samedi 25 septembre 
- A Bienne, 6 000 personnes protestent contre les licenciements dans l’horlogerie, à l’appel de la FTMH.
- Décès du peintre Max Kämpf.

### Octobre
Mardi 5 octobre 
- Décès du comédien François Simon.

 Vendredi 15 octobre 
- Vernissage de l’exposition Henri Matisse au Kunsthaus de Zurich.

 Jeudi 21 octobre 
- Un hélicoptère militaire s’écrase dans la région du Saentis. Le pilote et six soldats perdent la vie.

 Dimanche 24 octobre 
- Élections cantonales dans le Jura. François Lachat (PDC), Pierre Boillat (PDC) et Jean-Pierre Beuret (Parti chrétien-social) sont élus au Gouvernement lors du 1er tour de scrutin.

 Mercredi 27 octobre 
- Un hélicoptère d’Air Glaciers s'écrase près des Diablerets. Le pilote Fernand Martignoni et ses quatre passagers trouvent la mort.
- Arrestation à Genève, de Rajko Medenica, assistant chef de clinique à l'Hôpital cantonal. Il est inculpé d'escroquerie, faux dans les titres, usure et contrainte.

 Vendredi 29 octobre 
- Inauguration d’un tronçon de 13 km sur l’autoroute A9 entre Martigny et Riddes.

### Novembre
Samedi 6 novembre 
- Décès du sculpteur Karl Bickel.

 Dimanche 7 novembre 
- Élections cantonales dans le Jura. François Mertenat (PSS) et Roger Jardin (radical réformiste) sont élus au Conseil d’État lors du 2e tour de scrutin.
- Une violente tempête de foehn déferle sur l’Europe du sud. Deux personnes perdent la vie dans le canton de Berne.* Décès du psychiatre Oscar Forel.

 Dimanche 14 novembre 
- Élections cantonales à Zoug. Heinrich Baumgartner (PDC), Anton Scherer (PDC), Rudolf Meier (PDC), Andreas Iten (PRD), Georg Stucky (PRD), Urs Kohler (PRD) et Thomas Fraefel (PSS) sont élus au Conseil d’État lors du 1er tour de scrutin.

 Mercredi 17 novembre 
- Inauguration d’un nouveau tronçon de l’autoroute A1, sur 10 km, entre Chavornay et Yverdon.

 Mercredi 24 novembre 
- Lors de l’assemblée générale de ses actionnaires, le groupe horloger ASUAG annonce la suppression de 382 nouveaux emplois.

 Dimanche 28 novembre 
- Votations fédérales. Le peuple approuve, par 730 938 oui (56,1 %) contre 530 498 non (40,7 %), l'initiative populaire « tendant à empêcher des abus dans la formation des prix ».

### Décembre
Mercredi 8 décembre 
- Élection de Alphons Egli (PDC) et Rudolf Friedrich (PRD) au Conseil fédéral.

 Mercredi 15 décembre 
- Le groupe BBC annonce que 500 emplois seront supprimés et 500 personnes mises au chômage partiel en Suisse.

 Jeudi 16 décembre 
- La Valaisane Denise Grandjean, qui se surnomme elle-même la dame aux cochons proteste, devant le Palais fédéral à Berne, contre les avantages accordés aux grosses entreprises d’élevage.

 Lundi 20 décembre 
- Décès à Genève du pianiste Arthur Rubinstein.

 Lundi 27 décembre 
- Décès à Lausanne, à l'âge de 75 ans, du compositeur et linguiste Constantin Regamey.

 Mercredi 29 décembre 
- Incendie d’un centre commercial au Petit-Saconnex. Deux victimes sont retrouvées sur les lieux après l’extinction des flammes.